# Horní Václavov
Horní Václavov (1880 Horní Vildgrub, 1921–1948 Horní Velkruby, německy Oberwildgrub či Ober Wildgrub) je severozápadní část obce Václavov u Bruntálu v okrese Bruntál.
Horní Václavov je také název katastrálního území o rozloze 12,1 km2.

## Historie
První písemná zmínka o obci pochází z roku 1405.

### Vývoj počtu obyvatel
Počet obyvatel Horního Václavova podle sčítání nebo jiných úředních záznamů:
| Rok            | 1869 | 1880 | 1890 | 1900 | 1910 | 1921 | 1930 | 1950 | 1961 | 1970 | 1980 | 1991 | 2001 |
| -------------- | ---- | ---- | ---- | ---- | ---- | ---- | ---- | ---- | ---- | ---- | ---- | ---- | ---- |
| Počet obyvatel | 721  | 679  | 652  | 597  | 601  | 518  | 566  | 261  | 369  | 307  | 349  | 308  | 336  |

1. ↑  z toho: 11 Čechoslováků, 554 Němců; 557 řím. kat., 3 evang., 4 čsl., 2 bez vyzn.

V Horním Václavově je evidováno 93 adres : 83 čísel popisných (trvalé objekty) a 10 čísel evidenčních (dočasné či rekreační objekty). Při sčítání lidu roku 2001 zde bylo napočteno 72 domů, z toho 59 trvale obydlených.

## Pamětihodnosti
- Venkovská usedlost čp. 74